# Doleschalla cylindrica
Doleschalla cylindrica là một loài ruồi trong họ Tachinidae.